# Chip subcutáneo

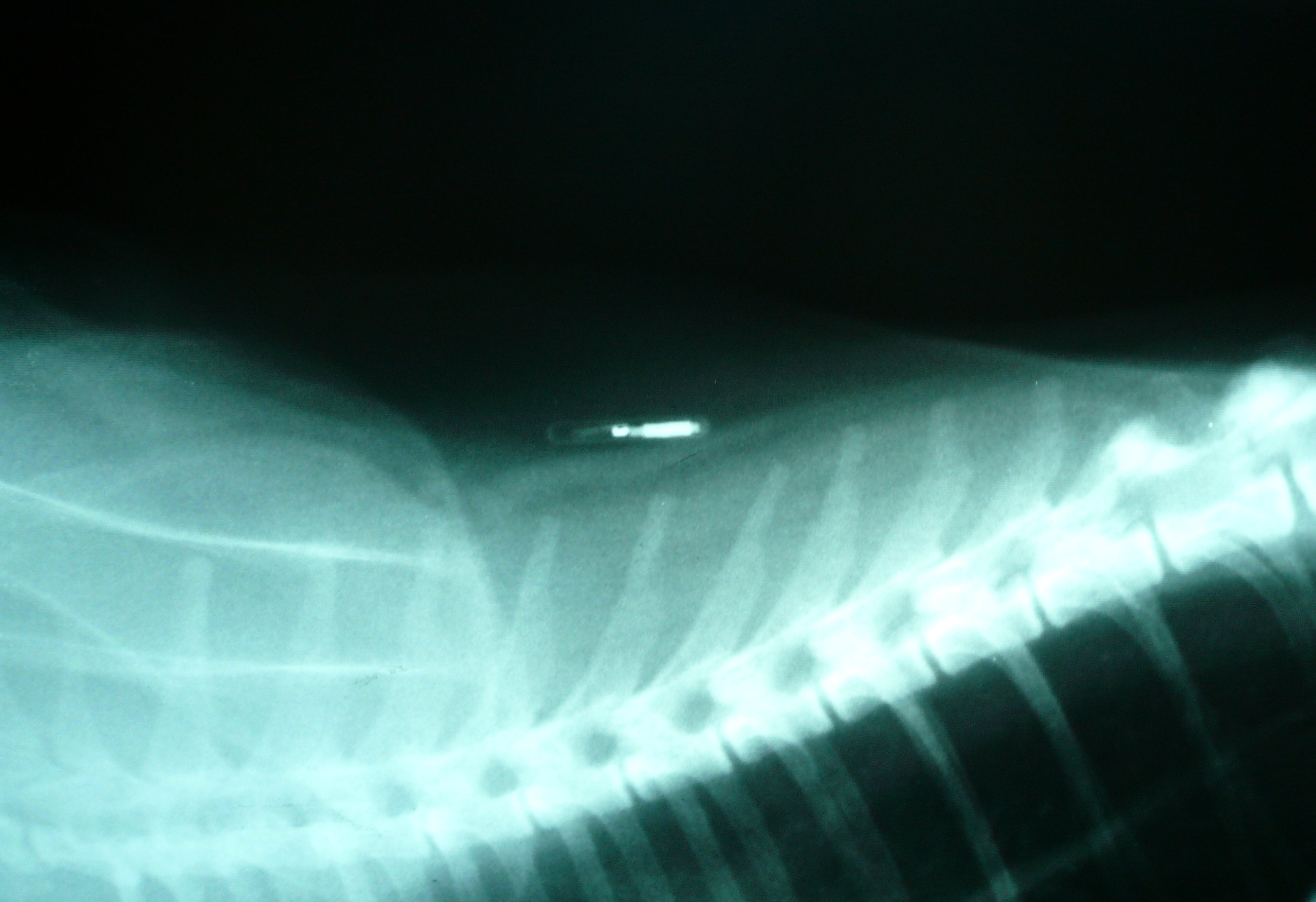
Un microchip en el cuerpo de un gato

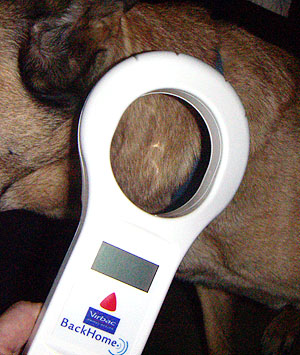
Lector microchip

Un  microchip subcutáneo  o  microchip de identificación  es una pequeña cápsula de cristal especial que tiene un tamaño de un grano de arroz y que contiene un transpondedor con un código único que permite la identificación de animales.
Aunque el chip se utiliza normalmente (con más frecuencia) en perros y gatos, hay varias especies en las que puede ser aplicado, en los caballos es incluso obligatorio.
Se ha llegado a un compromiso a nivel internacional al adoptar la ISO para los chips de identificación de animales, de manera que puedan ser leídos con el mismo lector de chips.

## Descripción
El microchip de identificación implanta bajo la piel entre las escápulas del animal con la ayuda de una aguja de inyección especial. A continuación, se asegura que el vidrio especial del microchip esté situado de forma que no impida el normal crecimiento del tejido donde se ha implantado.
El microchip subcutáneo responde a una señal que le envía el lector de microchip y le devuelve el código único, que tiene grabado de fábrica, cogiendo la alimentación del propio señal (el microchip de identificación es pasivo, no lleva ninguna batería).
El microchip de identificación contiene un número único de quince dígitos con el que puede ser fácilmente rastreada la identidad de un animal. Para ser capaz de leer el microchip subcutáneo existen unos lectores de microchips diseñados especialmente para esta finalidad.
Hay que pasar el lector de microchip a lo largo del cuerpo del animal y en el momento en que el lector se ha acercado lo suficiente al microchip, aparece en la pantalla dicho código de quince dígitos. Sobre la base de este código se puede entonces verificar la identidad del animal, o en el caso de tratarse de un animal extraviado se puede pasar este número en la base de datos central para recuperar los datos del propietario.

## Crítica y oposición
El chip electrónico subcutáneo es una innovación que es fuente de cuestiones éticas, incluso preocupantes, en caso de implantación obligatoria para determinados grupos de la población (presos, personas sin hogar, refugiados, etc.). Varias asociaciones de defensa de los derechos humanos y la Comisión Nacional de Informática y Libertades de Francia lo consideran un atentado a las libertades individuales, la privacidad y la protección de datos. Los oponentes incluyen a Terry L. Cook, autor de un documental de 1994 sobre el tema, "No se encontró identificación".